# Диалоговый язык программирования
Диалоговый (интерактивный, разговорный) язык программирования — язык, используемый в режиме диалога человек-машина. Характерными чертами являются лаконичность конструкции, развитый принцип умолчания, возможность пошаговой трансляции директив, мнемоничность. Известными разговорными языками, ориентированными на вычислительные задачи, являются BASIC, APL и др.